# Powiat Lugano ovest
Lugano ovest (wł. Circolo di Lugano ovest) – powiat w Szwajcarii, w kantonie Ticino, w okręgu Lugano. Siedziba administracyjna powiatu znajduje się w miejscowości Lugano. 
Powiat składa się z jednej gminy (comune) o liczbie mieszkańców 32 929.

## Gminy
| Nazwa gminy | Liczba mieszkańców 31 grudnia 2021 | Powierzchnia km² |
| ----------- | ---------------------------------- | ---------------- |
| Lugano      | 32 929                             |                  |